# Гешови
Гешови или Гешовци е голям български търговски род от Карлово.
Основател на рода е карловският чорбаджия Иван Гешов (1770 - 1842), женен за сопотчанката Ана Фратева (1775 - 1857), от която има четирима сина - Христо, Евстрати, Димитрий и Стефан. Христо и Евстрати Гешови се установяват в Пловдив и се заемат с търговия. През 1834 г. четиримата братя основават в Пловдив търговската къща Братя Гешови, която постепенно отваря клонове в Цариград, Виена и Манчестър, но е закрита след Руско-турската война. Те участват активно в българското църковно и просветно движение през Възраждането.
Синът на Евстрати Гешов Иван Евстратиев Гешов и синът на Стефан Гешов Иван Стефанов Гешов са известни български политици след Освобождението, водачи на Народната партия в Източна Румелия, а по-късно и на Народната партия в Съединена България. Иван Димитриев Гешов е адвокат и заема длъжността кмет на София при народняшкото управление (1912-1914).